# Antelope Wells

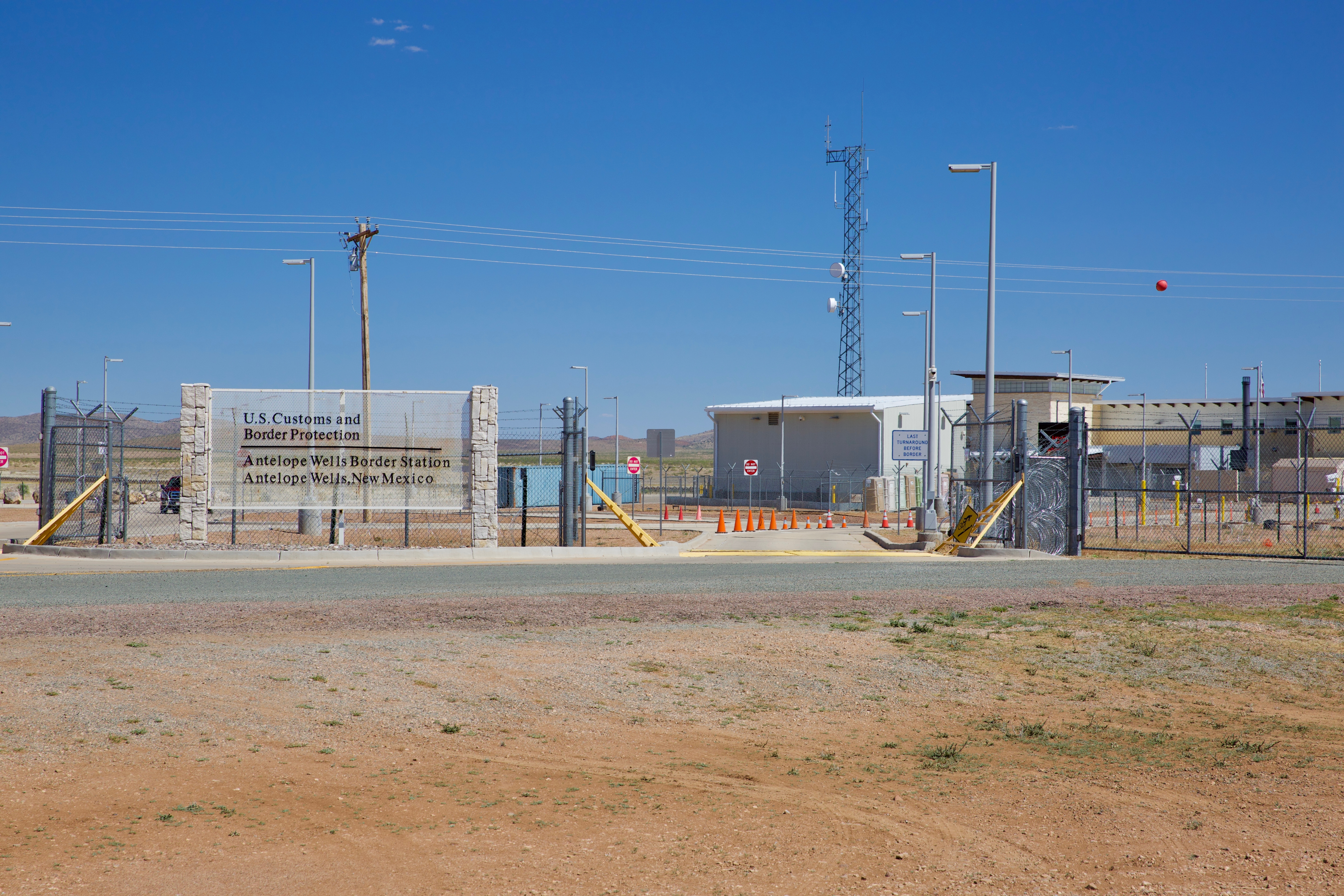
Estación fronteriza de Antelope Wells

Antelope Wells es una pequeña población del estado de Nuevo México en los Estados Unidos, localizada en la Frontera entre Estados Unidos y México, frente a la población de El Berrendo, Chihuahua, México.
Antelope Wells es la población más sureña del estado Nuevo México, está situada en el Condado de Hidalgo y en la región denominada comúnmente como el Tacón de la bota de Nuevo México, por su forma, es el punto fronterizo más pequeño de todos los establecidos en la frontera con México, su garita fronteriza, que funciona únicamente para tráfico no comercial, abre todos los días de 8 de la mañana a 4 de la tarde.
Antelope Wells se encuentra comunicada por la Carretera estatal 81 de Nuevo México que la enlaza con la Autopista Interstate 10 y por la Carretera estatal 9 de Nuevo México que la comunica con Columbus y Rodeo.